# Praia da Ribeira d'Ilhas

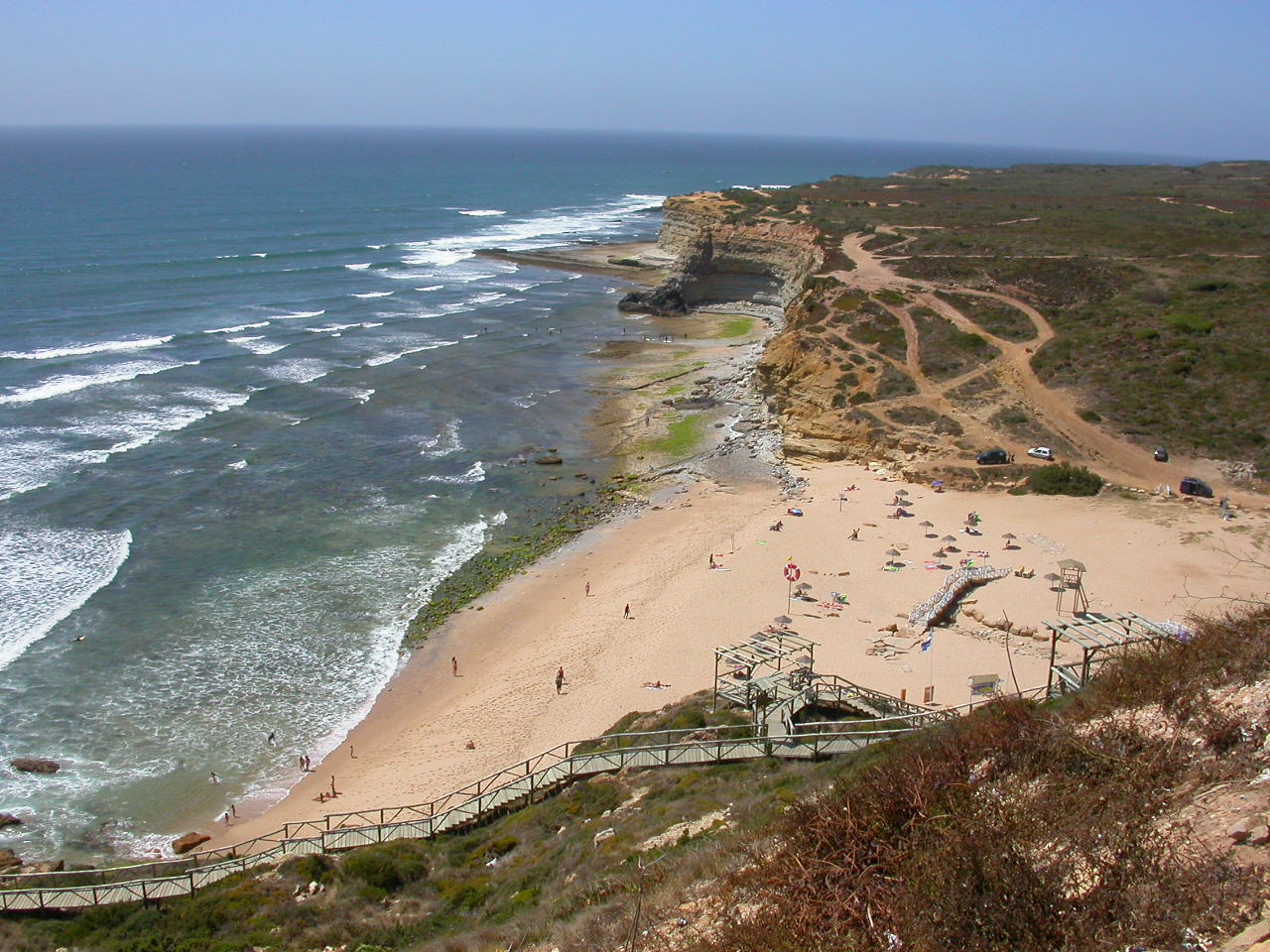
Vista da Praia da Ribeira d'Ilhas

A Praia da Ribeira d'Ilhas é uma praia marítima, situada entre as freguesias da Ericeira e de Santo Isidoro, concelho de Mafra, distrito de Lisboa, em Portugal continental.
É a praia mais setentrional da freguesia da Ericeira e a mais meridional da freguesia de Santo Isidoro e é famosa por ser palco de provas de surf do circuito mundial. Trata-se de uma praia que é vigiada durante a época balnear. É dotada de um conjunto de equipamentos que lhe conferem excelentes condições para o turismo. Junto ao parque de estacionamento tem bares que funcionam todo o ano, devido ao movimento de surfistas.
O substrato rochoso sob a água desenvolve ondas direitas, ideais para a prática do surf, sendo, inclusivamente, o spot escolhido para a realização de uma das etapas do Campeonato do Mundo de Surf.
Em agosto de 2012, em plena época balnear, a câmara municipal de Mafra decide avançar com o processo de expropriação do Surfcamp, que tinha sido até aí gerido por surfistas de forma privada, gerando uma forte onda de contestação, que colocou de um lado a câmara defendendo o seu projeto de renovação das infra estruturas de apoio à praia, até aí praticamente inexistentes, e do outro os surfistas que se recusaram a abdicar do seu campo, que constituía um importante polo de atração turística e social dentro da comunidade surfista.
Atualmente a construção das novas áreas comerciais e de parqueamento está em curso e deverá ter uma estrutura semelhante à da praia da Foz do Lizandro, com a previsão da inauguração a ser o início da época balnear do ano 2013. 
Galardões: Bandeira Azul; Qualidade de Ouro; Praia Acessível.

Coordenadas GPS: N 38 º 59, 29314’ O 9 º 2515152’